# Aron hakodeș

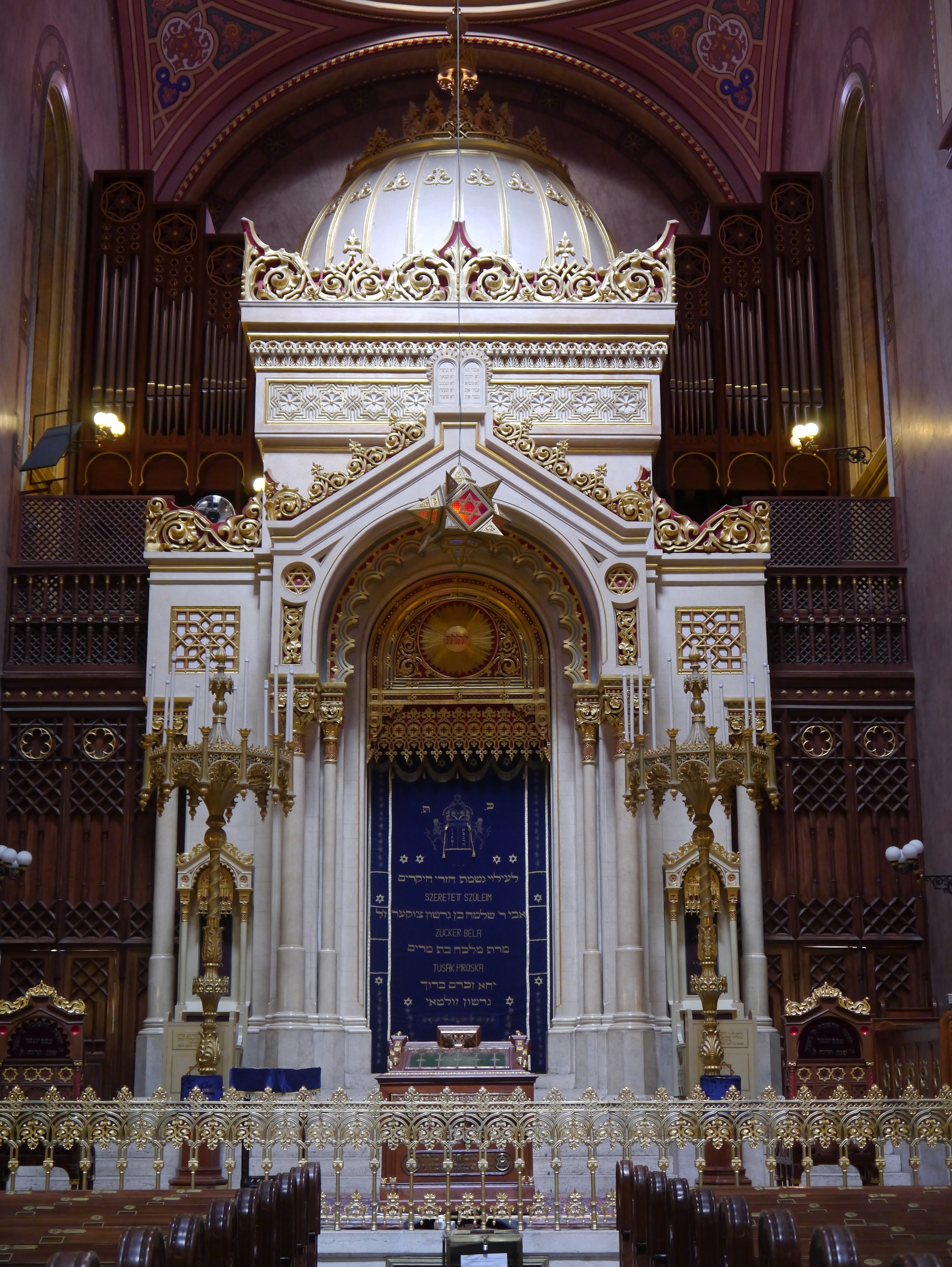
Aron hakodeș în Sinagoga de pe strada Dohány

Aron hakodeș (în ebraică אָרוֹן הָקׄדֶש, transliterat aron ha-qodeș) este sanctuarul unei sinagogi, în care sunt păstrate sulurile cu textele Torei.